# جوانا أتكينز
جوانا أتكينز (بالإنجليزية: Joanna Atkins)‏ هي منافسة ألعاب القوى أمريكية، ولدت في 31 يناير 1989 في ستون ماونتن في الولايات المتحدة.

## وصلات خارجية
- جوانا أتكينز على موقع الاتحاد الدولي لألعاب القوى (الإنجليزية)
- جوانا أتكينز على موقع الاتحاد الأمريكي لسباقات المضمار والميدان (الإنجليزية)
- جوانا أتكينز على موقع الاتحاد الأمريكي لسباقات المضمار والميدان (الإنجليزية)
- جوانا أتكينز على موقع الدوري الماسي (الإنجليزية)
- جوانا أتكينز على موقع TFRRS.org (الإنجليزية)